# Ван Занд (окръг, Тексас)
Окръг Ван Занд (на английски: Van Zandt County) е окръг в щата Тексас, Съединени американски щати. Площта му е 2225 km², а населението - 48 140 души (2000). Административен център е град Кантън.